# Grandmentor
"Grandmentor", estilizado como "GrandMentor", é o décimo terceiro episódio da sexta temporada da série de televisão de comédia de situação norte-americana 30 Rock, e o 116.° da série em geral. Teve o seu argumento escrito por Sam Means, editor de enredo, e foi realizado por Beth McCarthy-Miller. A sua transmissão original ocorreu nos Estados Unidos na noite de 22 de Março de 2012 nos Estados Unidos através da rede de televisão National Broadcasting Company (NBC). Dentre os artistas convidados, estão inclusos Kristen Schaal, Michael Torpey, Matthew Porter, e Demosthenes Chrysan. O apresentador de televisão Matt Lauer fez uma participação a interpretar uma versão fictícia de si mesmo.
No episódio, a argumentista Liz Lemon (interpretada por Tina Fey) batalha na sua função de mentora da estagiária Hazel Wassername (Schaal). Entretanto, Kenneth Parcell (Jack McBrayer) passa por uma situação difícil ao abandonar os seus serviços de estagiário da NBC e toma medidas drásticas para ter a certeza que a estrela de cinema Tracy Jordan (Tracy Morgan) terá alguém a tomar conta de si. Não obstante, Jack Donaghy (Alec Baldwin) e Jenna Maroney (Jane Krakowski) inventam um plano para colocarem Avery Jessup novamente nos holofotes da imprensa.
Em geral, "Grandmentor" foi recebido com opiniões mistas pela crítica especialista em televisão do horário nobre. Embora o enredo tenha sido elogiado, as piadas foram consideradas fracas e o o enquadramento da personagem interpretada por Schaal bastante criticado. De acordo com os dados publicados pelo sistema de registo de audiências Nielsen Ratings, foi assistido por 3,31 milhoes de telespectadores norte-americanos ao longo da sua transmissão original, e foi-lhe atribuída a classificação de 1,5 e cinco de share no perfil demográfico de telespectadores entre os dezoito aos 49 anos de idade.

## Produção
"Grandmentor" é o décimo terceiro episódio da sexta temporada de 30 Rock. Teve o seu guião escrito por Sam Means e foi realizado por Beth McCarthy-Miller. Para Means, editor de enredo da sexta temporada do seriado, esta foi a sua única vez a ter um episódio escrito por si. Entretanto, para McCarthy-Miller foi o décimo crédito de realização, com "Standards and Practices" sendo o mais recente até então. McCarthy-Miller foi realizadora do programa de televisão humorístico Saturday Night Live (SNL) por quase onze anos (1995-2006). Tina Fey, criadora e produtora executiva de 30 Rock, foi argumentista-chefe do SNL entre 1999 e 2006. Além disso, vários membros do elenco desse programa já fizeram uma aparição em 30 Rock. O actor Alec Baldwin também apresentou o SNL por dezassete vezes, o maior número de episódios por qualquer apresentador da série.

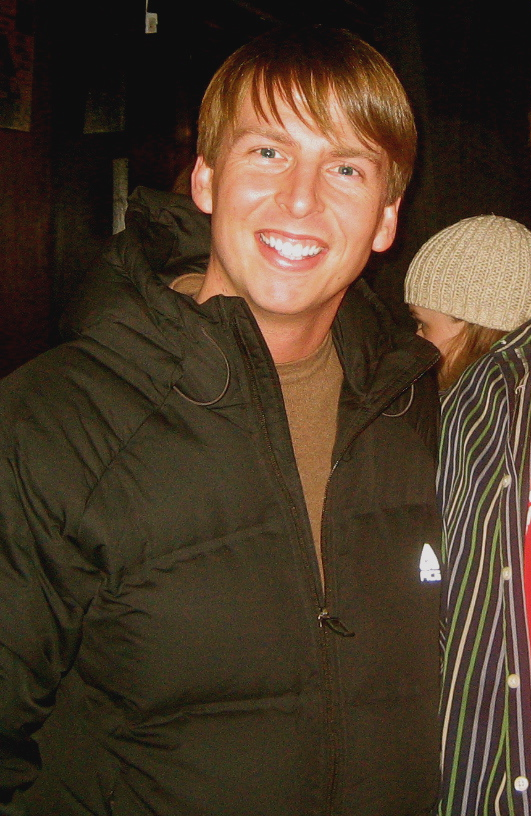
"Grandmentor" fez menção à imortalidade da personagem Kenneth Parcell, interpretada por Jack McBrayer.

Em Novembro de 2011, foi revelado que a comediante e actriz norte-americana Kristen Schaal faria uma participação em vários episódios da sexta temporada de 30 Rock. Neste episódio, o seu quarto no seriado, Schaal interpretou a estagiária Hazel Wassername, substituta do estagiário Kenneth Parcell (Jack McBrayer). Em uma entrevista com Michael O'Connell para o portal de entretenimento The Hollywood Reporter, a atriz declarou que assistia à série há muito tempo e estava muito feliz por poder contracenar com o elenco. Embora os seus nomes tenham sido creditados ao longo da sequência de créditos finais, os actores Keith Powell, Kevin Brown e Grizz Chapman — intérpretes das personagens James "Toofer" Spurlock, Dot Com Slattery e Grizz Griswold, respectivamente, não participaram de "Grandmentor".
No episódio, Jack e Liz comentam sobre o desagrado que sentem para com concursos nos quais o vencedor ganha um papel curto em programas de televisão. Em "Grandmentor", o actor Seth Baird fez uma participação em um papel sem falas como Gabriel Person, assistente de Jack; Baird conseguiu fazer a participação após ter vencido um concurso. Ainda no episódio, Jack diz-lhe: "Você não é um principal, Gabe. No máximo, é apenas um figurante, sem falas." Em uma outra cena, a personagem Tracy Jordan pode ser ouvida do lado de fora do seu camarim a gritar "o meu nome verdadeiro é Tracy Morgan," uma menção ao nome verdadeiro do seu intérprete. Em outra cena, Kenneth diz-lhe que "I would do anything for love, but I won't do that" (em português:  "Faria qualquer coisa por amor, mas não farei isso.") Este é um verso da canção "I'd do Anything for Love (But I Won't do That)" (1993), do artista Meat Loaf.
"Grandmentor" foi um dos episódios de 30 Rock que fez menção à imortalidade da personagem Kenneth Parcell, uma piada que teve início na primeira temporada com o episódio "The Baby Show", no qual há um panfleto na secretária do Dr. Leo Spaceman que lê "Nunca Morre" com uma foto do estagiário no pano de fundo. Isto vem sendo demonstrado ao longo da série pela idade questionável de Kennth, detalhes inconclusíveis sobre a sua vida pessoal, possível calvície, e conhecimento enciclopédico sobre a história da televisão norte-americana que, segundo Madeline Raynor do portal Vulture, "faz você ponderar se ele não vivenciou em pessoa." Uma cena do episódio final de 30 Rock eventualmente confirmou a imortalidade da personagem. Em "Grandmentor", Kenneth revela à Hazel que os seus pais eram tecnicamente irmãos, uma possível referência à Caim e Abel, os primeiros humanos na Terra após Adão e Eva.

## Enredo
Hazel Wassername (Kristen Schaal), a nova estagiária da NBC, sente-se enfadada pois Kenneth Parcell (Jack McBrayer), o antigo estagiário da NBC que agora trabalha na secção de normas e práticas, não a deixa em paz. Então, Hazel decide levar este problema à Liz Lemon (Tina Fey), apelando ao seu senso de solidariedade feminina. A estagiária fica tão comovida pelos conselhos de Liz que pede-a para ser a sua mentora, ao que aceita. À medida em que o tempo passa, Hazel revela ser não apta para a posição de estagiária, não conseguindo cuidar do astro Tracy Jordan (Tracy Morgan) correctamente, o que apenas deixa Kenneth ainda mais envolvido em ajudá-lo. Kenneth reclama sobre o comportamento dela à Liz, mas esta, absorta à ética laboral de Hazel, não ouve a sua reclamação pois ele é um homem. Contudo, a relação entre Liz e Hazel vai por água abaixo quando esta última não ouve o conselho da sua mentora acerca do seu relacionamento amoroso com Razmig Calrissian (Demosthenes Chrysan). Por outro lado, Kenneth, disposto a fazer de tudo para ajudar Tracy, entra em um concurso para que possa vencer um papel como figurante no TGS, porém, teve que se despedir pois trabalhadores da NBC não podem participar do concurso. Após vencer o concurso, o estagiário faz um discurso apaixonante e consegue fazer com que Tracy recomece a tomar os seus medicamentos.
Entretanto, Jack Donaghy (Alec Baldwin) ainda dedica-se a tentar resgatar a sua esposa Avery Jessup da Coreia do Norte, desesperando-se até ao ponto de ir ao programa de televisão Today para consciencializar o público, porém a atenção é desviada quando a notícia sobre um disastre em uma mina de bebés é trazida por Matt Lauer. De volta ao prédio GE, Jack abre-se com Jenna Maroney (Jane Krakowski) e, juntos, eles concebem a ideia de produzir um filme televisivo sobre Avery. Embora Jenna queria estrelar o filme, Jack diz que ela não tem a essência da sua esposa. Mais tarde, o executivo recebe uma chamada telefónica de "alguém da ONU" que irá "trazer Avery," porém esta é apenas Jenna a tentar convencê-lo a conseguir o papel principal no filme. Impressionado pela sua atitude tão impiedosamente egoísta quanto à de Avery, Jack concorda em dar-lhe o papel.

## Repercussão

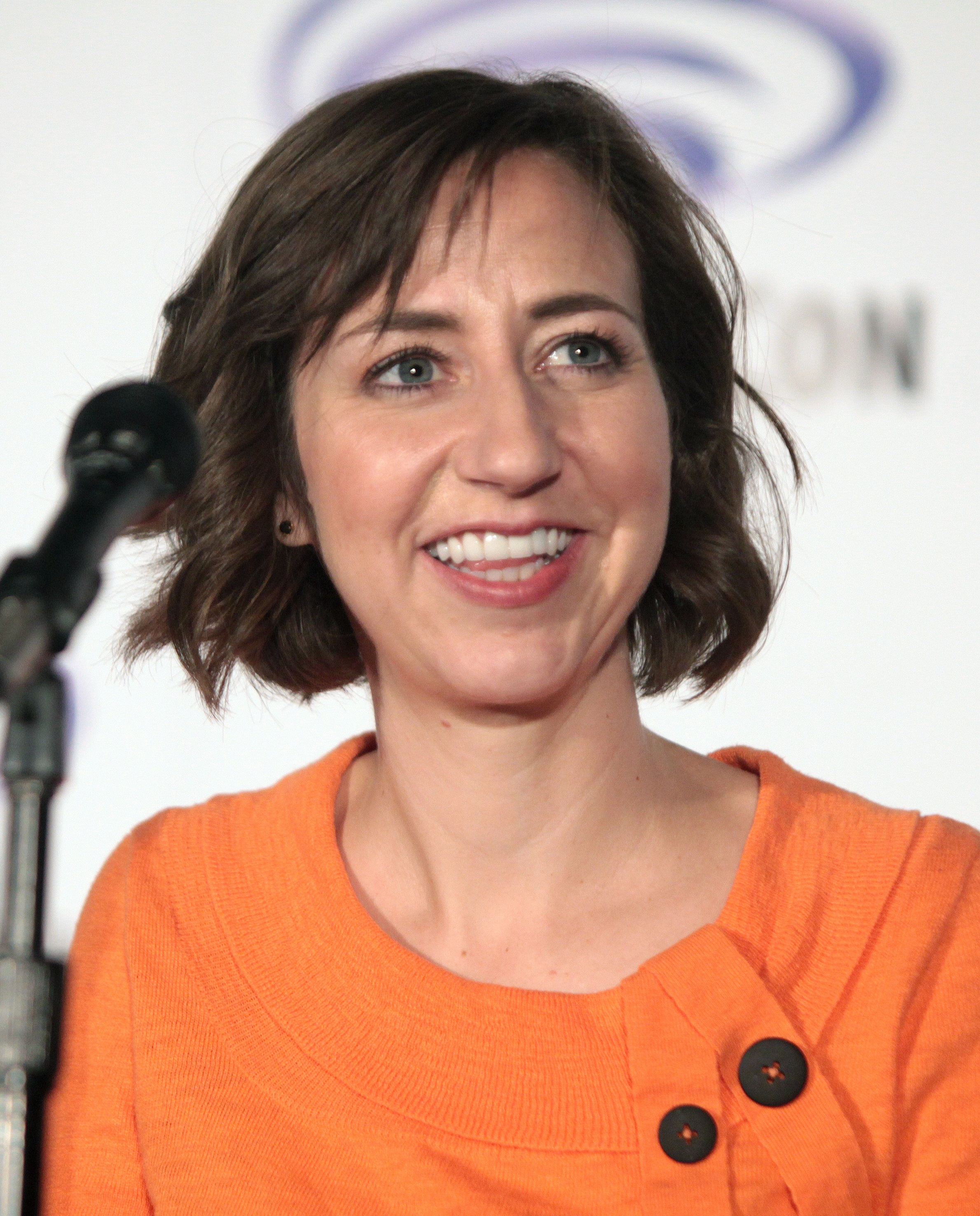
O enquadramento da personagem de Kristen Schaal foi recebido com opiniões negativas.